# Hanušovice (nádraží)
Hanušovice jsou železniční stanice v Hanušovicích v Olomouckém kraji. Jedná se o významný železniční uzel na křižovatce tří neelektrizovaných jednokolejných tratí. Konkrétně Hanušovicemi prochází železniční trať Šumperk–Krnov, připojuje se tu železniční trať Dolní Lipka – Hanušovice a začíná zde také železniční trať Hanušovice – Staré Město pod Sněžníkem.

## Historie
Železniční trať ze Šumperka do Hanušovic, součást Moravské pohraniční dráhy, byla uvedena do provozu v roce 1873. Celý staniční areál se nacházel v katastru Holby, přesto se stanice od začátku jmenovala Hanušovice (do vzniku Československa německy Hannsdorf). Zahajovací jízda se konala 15. října 1873. V Hanušovicích bylo postaveno velkorysé nádraží s depem. S výstavbou dráhy byl spojen vznik pivovaru Holba, jehož areál k hanušovickému nádraží přiléhá z jihozápadu. Nádraží bylo významné také pro vzniknuvší pilu, kterou postavila v blízkosti nádraží firma Kohn. Pilu, jež byla s nádražím spojena vlečkou, později koupil rod Lichtenštejnů, který vlastnil v okolí Branné přes 9 000 hektarů lesů. Pila byla zrušena na konci padesátých let 20. století.

### Železniční křižovatka
Význam železničního uzlu Hanušovice v průběhu let stoupal, jak byly v jeho okolí budovány další tratě. V říjnu roku 1888 byl uveden do provozu úsek regionální tratě Hanušovice–Dolní Lipová (úsek trati dále do Glucholaz byl otevřen dříve toho roku). Trať se napojovala na stávající dráhu právě v Hanušovicích. Již krátce po vzniku nádraží v Hanušovicích na něm byla zřízena poštovní agentura, jejíž význam po otevření dráhy do Frývaldova (dnešní Jeseník) ještě stoupl. V roce 1890 tedy byla agentura zrušena a místo ní vznikl plnohodnotný poštovní úřad. V roce 1900 byla v areálu nádraží postavena nová výtopna pro 13 parních lokomotiv. Současně došlo k přestavbě nádraží. Roku 1932 pak byla u výtopny zřízena na svou dobu moderní točna o délce 22,4 metrů a nosnosti 184 tun. V roce 1998 byl ve výtopně ukončen provoz. O dva roky později byl přednesen návrh na zřízení železničního muzea „Výtopna Hanušovice“. Nápad se setkal s pozitivním ohlasem u DKV Olomouc i vedení Českých drah, nikdy ale nebyl realizován a výtopna dále chátrala. V březnu 2006 sníh zničil střechu a výtopna (včetně točny) byla v následujících letech zlikvidována. Na místě po ní nezůstaly žádné stopy.

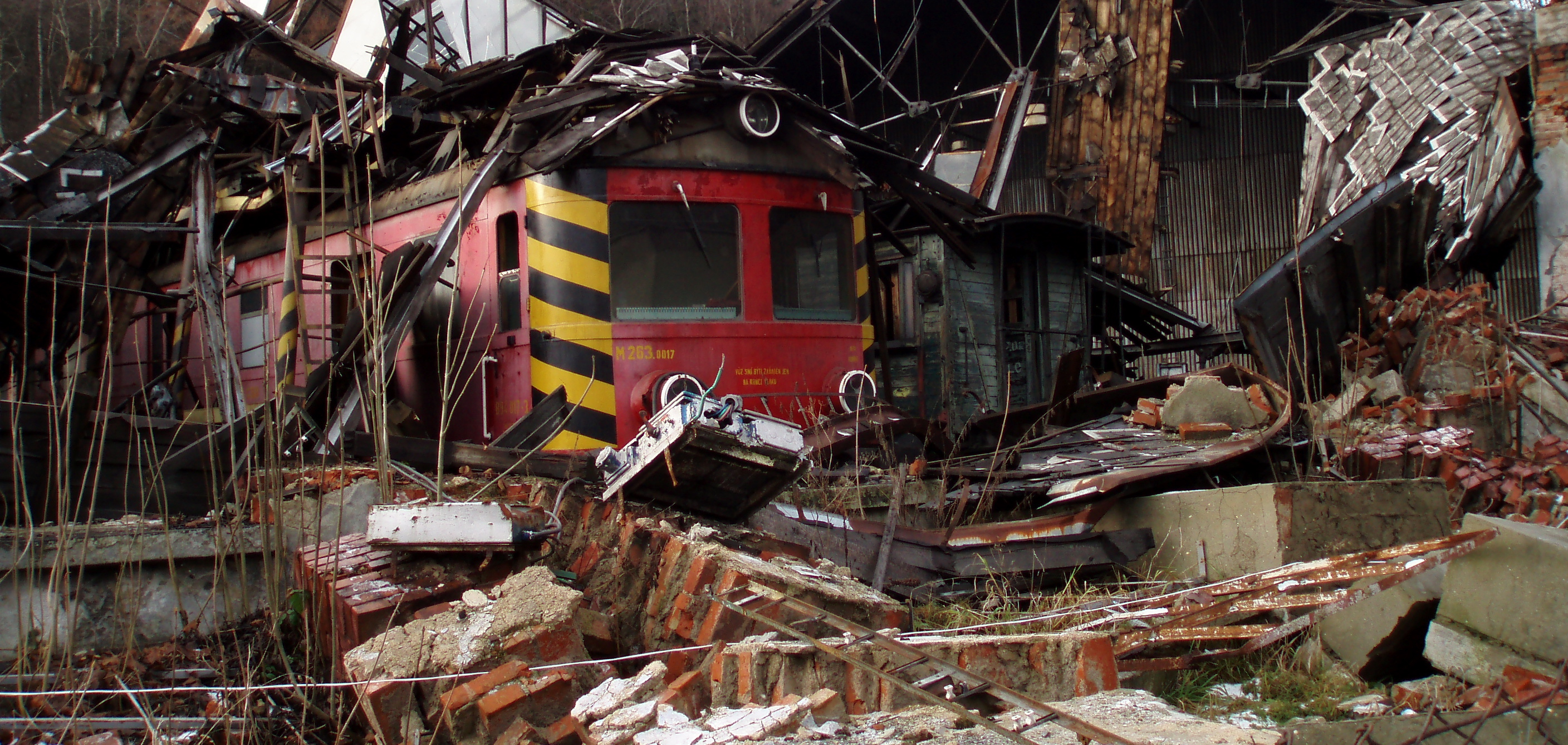
Vůz M 263.0017 v troskách výtopny (2007)

V roce 1905 došlo k zprovoznění trati do Starého Města, která se odpojovala od Moravské pohraniční dráhy zhruba dva kilometry od stanice ve směru na Dolní Lipku, nedaleko soutoku Moravy a Krupé. Na tomto místě byla vybudována samostatná odbočka Morava. Od prosince 1994 se tamní výhybky ovládají dálkově ze stanice a odbočka je opuštěná.
V roce 1925 měla stanice 126 zaměstnanců a výtopna dalších 80. V roce 1961 zaměstnávala stanice 170 osob. K roku 1993 pak 149 a v roce 2010 jen 43.
Po druhé světové válce nabylo nádraží v Hanušovicích význam jako seřaďovací nádraží pro nákladní vlaky. Například jen v roce 1979 zde bylo rozposunováno 160 409 vozů. Nakládka zde nebyla velká, spíše převažovala vykládka.

### Rekonstrukce a přestavba stanice
V letech 2016–2017 proběhla komplexní rekonstrukce trati v úseku Bludov–Jeseník. Součástí obnovy trati, která umožnila navýšit traťovou rychlost na 100 km/h, byla také rekonstrukce řady zastávek a stanic. Ve stanici Hanušovice došlo k celkové úpravě nástupišť a vybudování nového bezbariérového poloostrovního nástupiště s centrálním příchodem. V rámci rekonstrukce bylo zřízeno nové sdělovací zařízení. Součástí investice bylo také nové elektronické staniční zabezpečovací zařízení ESA.

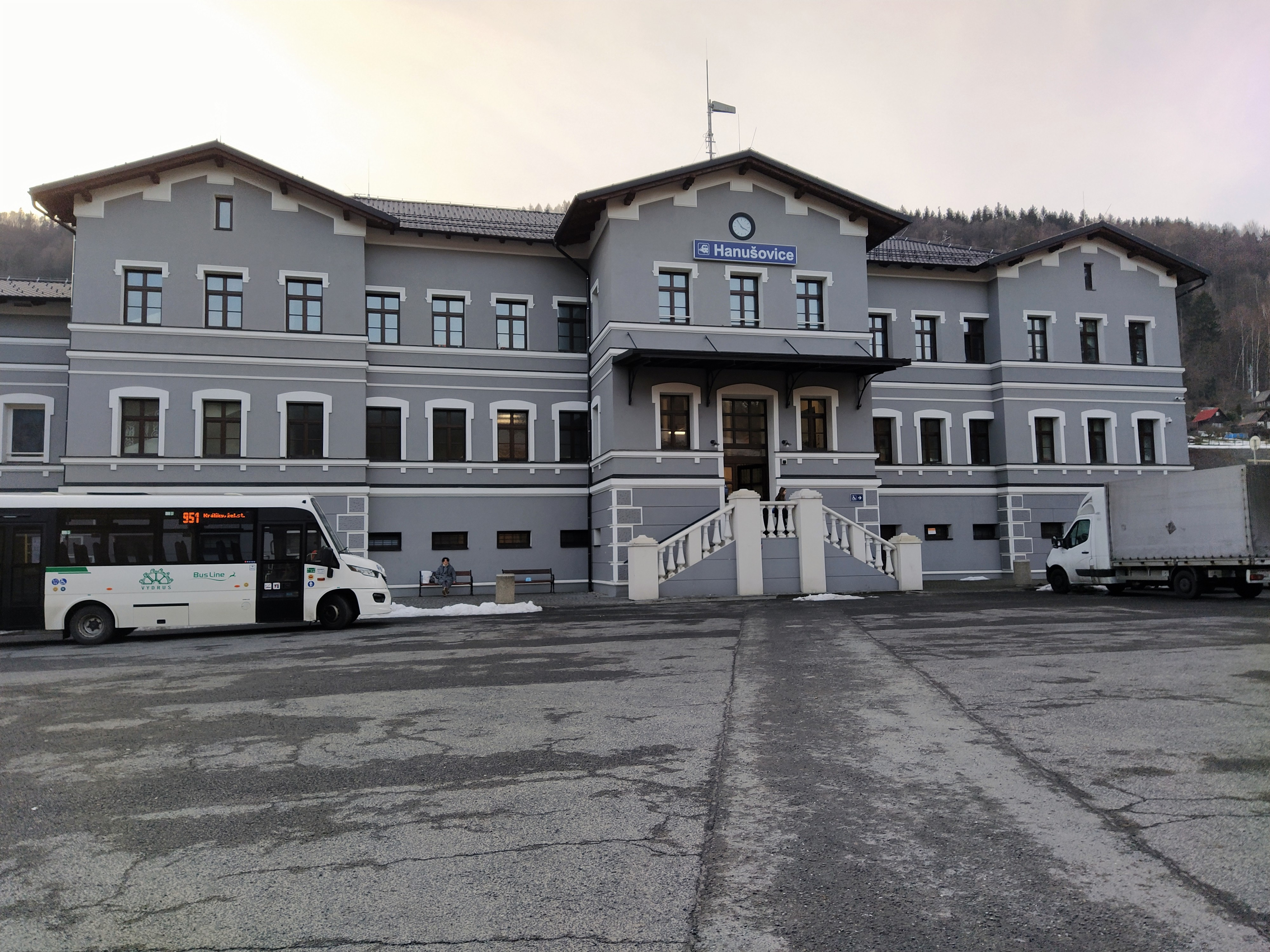
Pohled na rekonstruovanou staniční budovu z ulice Školní

Od konce roku 2019 do srpna roku 2021 probíhala významná rekonstrukce výpravní budovy. Došlo ke zbourání nevyužitého jižního křídla objektu, kde bývala restaurace. Na uvolněném místě vzniklo parkoviště. Zbourala se také bývalá plynová kotelna v severním křídle. Byly vybudovány nové bezbariérové toalety, rozšířena odbavovací hala a budova dostala novou střechu. Fasáda byla obnovena do původního stavu z přelomu 19. a 20. století. Rovněž byla vyměněna všechna okna a také dveře. První nástupiště bylo zastřešeno. Okolí stanice prošlo několika změnami, včetně unikátního zabezpečení svahu nad severní částí kolejiště. Dále byly vybudovány gabionové stěny, vyměněn povrch zpevněných ploch a stanice získala bezbariérový přístup. Celkové náklady na rekonstrukci dosáhly téměř 51 milionů korun.
V rekonstruované budově mělo vzniknout železniční muzeum klubu „Moravská pohraniční“. Klub ale nakonec na instalaci a provozování muzea z personálních a finančních důvodů rezignoval.
Město Hanušovice souběžně s rekonstrukcí připravovalo revitalizaci přednádražního prostoru, kam plánovalo přemístit městské autobusové nádraží. Podle plánů z roku 2021 by ve volném prostranství měl vzniknout malý park, dojít k rozšíření mobiliáře a vytvoření nových parkovacích míst.

## Popis
Stanice je vybavena elektronickým stavědlem typu ESA 11, které obsluhuje místně výpravčí pomocí rozhraní JOP. V úseku Hanušovice – Jindřichov na Moravě jsou jízdy vlaků zabezpečeny pomocí automatického hradla bez návěstního bodu. Stejné traťové zabezpečovací zařízení je i v úseku Hanušovice – Bohdíkov, tento mezistaniční úsek je rozdělen na dva prostorové oddíly hradlem Holba v km 67,378. Úsek Dolní Lipka – Hanušovice není vybaven traťovým zabezpečovacím zařízením a jízdy vlaků jsou zabezpečovány pomocí telefonického dorozumívání. Jízdy vlaků mezi Hanušovicemi a dopravnou Staré Město pod Sněžníkem jsou zabezpečeny dle předpisu D3.
Ve stanici je celkem sedm dopravních kolejí (od budovy číslovány 3, 1, 2, 4, 6, 8, 10), z nichž některé jsou rozděleny cestovými návěstidly na dvě části. Součástí stanice je také kolej č. 104 o užitečné délce 775, která spojuje kolejiště stanice s odbočnou výhybkou směr Dolní Lipka a Staré Město pod Sněžníkem.
Cestujícím slouží jedno vnější a jedno poloostrovní nástupiště. První nástupiště s kolejí 3 je částečně zastřešené a přístupné přímo od staniční budovy. Na druhé nástupiště vede centrální přechod přes koleje. U druhého nástupiště jsou koleje 1 a 4, které jsou ještě v informačním systému rozděleny na koleje 1 a 1b, respektive 4 a 4b. Část „b“ se nachází vpravo při pohledu od budovy. Na nástupišti je k dispozici přístřešek pro cestující. Všechna nástupiště jsou ve výšce 550 mm nad temenem kolejnice a jsou bezbariérově přístupná. Nástupiště jsou vybavena odjezdovými tabulemi. Ve stanici funguje staniční rozhlas.
Z přední strany vede do staniční budovy schodiště. Bezbariérový přístup je zajištěn po chodníku kolem budovy. Ve staniční budově je cestujícím k dispozici čekárna a pokladna. Za poplatek je možné využít také bezbariérové toalety. Ve stanici je umístěn automat na teplé nápoje a balené potraviny. Je zde také box pro výdej zásilek.
Nedaleko nádraží se nachází pivovar Holba, do kterého se ve stanici odděluje vlečka o délce 260 m. Součástí stanice je bývalá odbočka Morava, jejíž výhybky jsou odtud dálkově ovládány.

## Poloha
Staniční budova stojí u křižovatky ulic Školní a Nádražní (na adrese Školní 197). Leží asi 750 m jihozápadně od místního městského úřadu. Před budovou se rozkládá otevřené prostranství, kde se nachází autobusová zastávka a parkoviště. Před nádražím je také rozcestník turistických značek Hanušovice - žst.

## Provoz
Ve stanici se spojují železniční tratě ze čtyř různých směrů. Kvůli tomu se stala významným přestupním uzlem. Stanice je zařazena jak do Integrovaného dopravního systému Olomouckého kraje (zóna 7), tak do systému IREDO (zóna 998).
V jízdním řádu na rok 2025 Hanušovice obsluhují pravidelné osobní vlaky Českých drah na lince M6 (Šumperk–Jeseník) a na lince M62 (směr Staré Město pod Sněžníkem). Ve stanici zastavují spěšné vlaky na lince R12, která v dvouhodinovém taktu spojuje Jeseník a Zábřeh na Moravě, s přímými vozy do Brna. Dopravce Leo Express Tenders provozuje osobní vlaky ve směru Dolní Lipka (případně Letohrad).

## Galerie

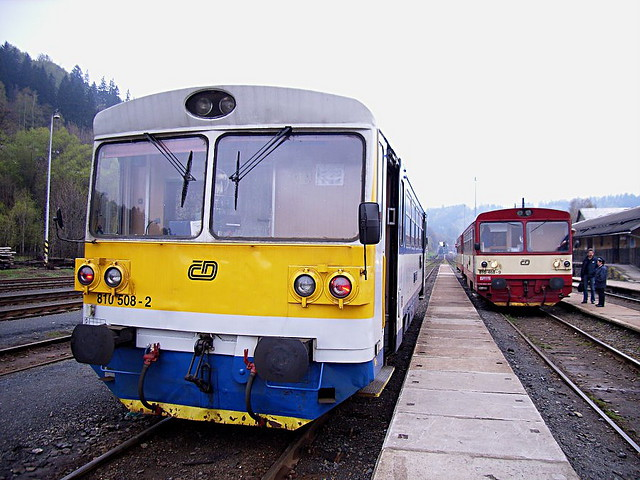
Nástupiště v roce 2006
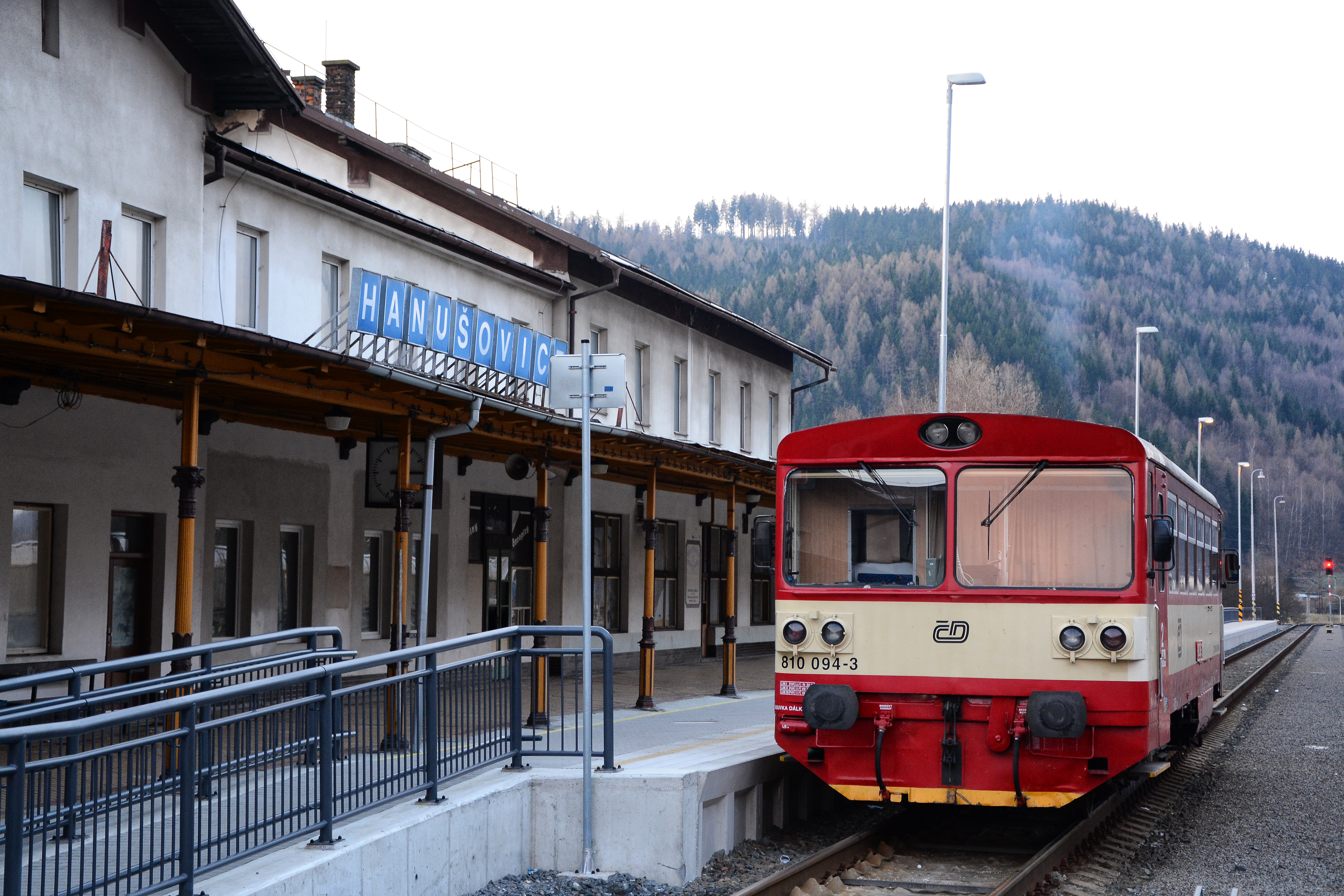
Pohled na staniční budovu a první nástupiště s motorovým vozem řady 810 (2015)
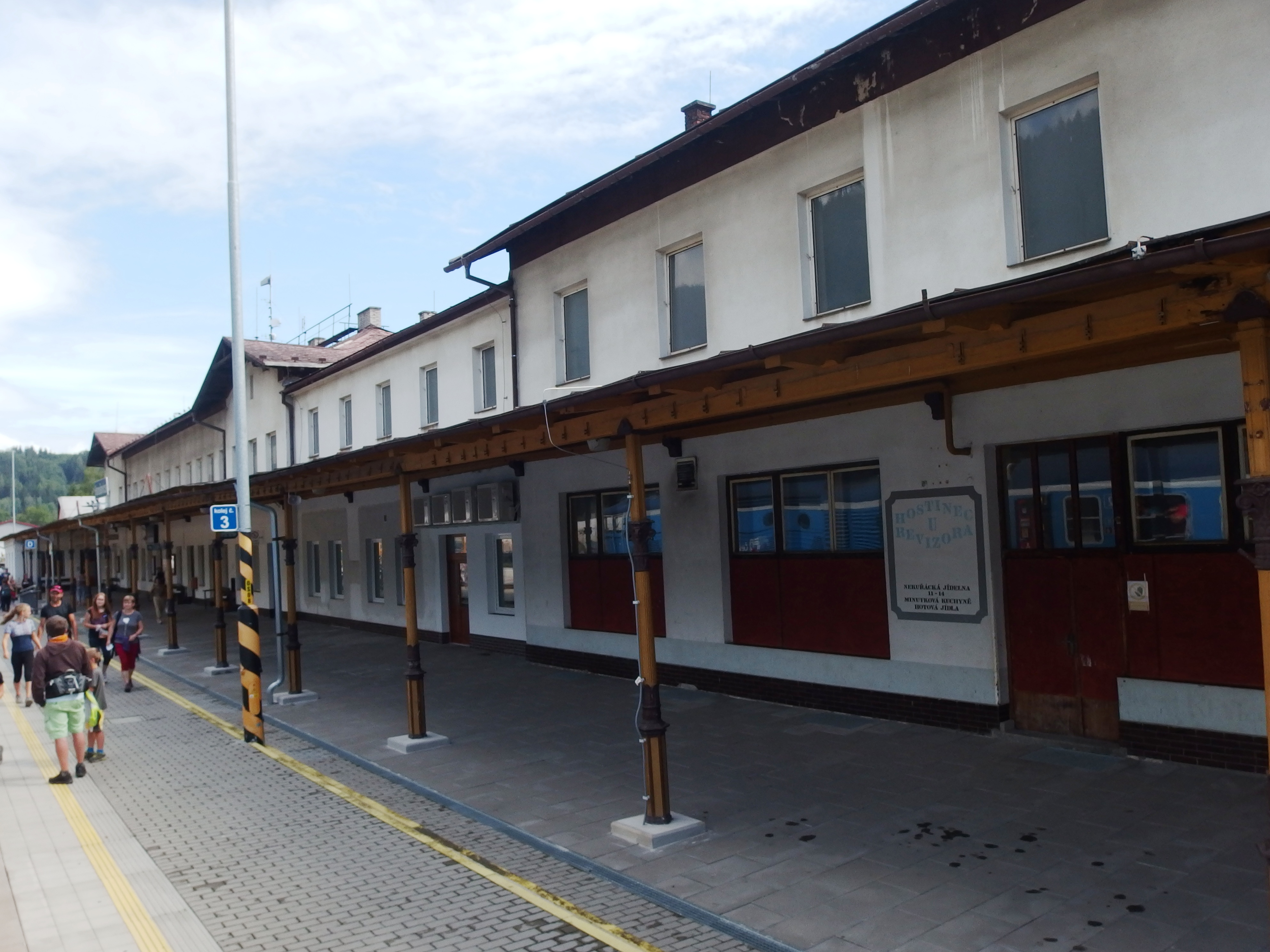
Staniční budova před rekonstrukcí (2017)
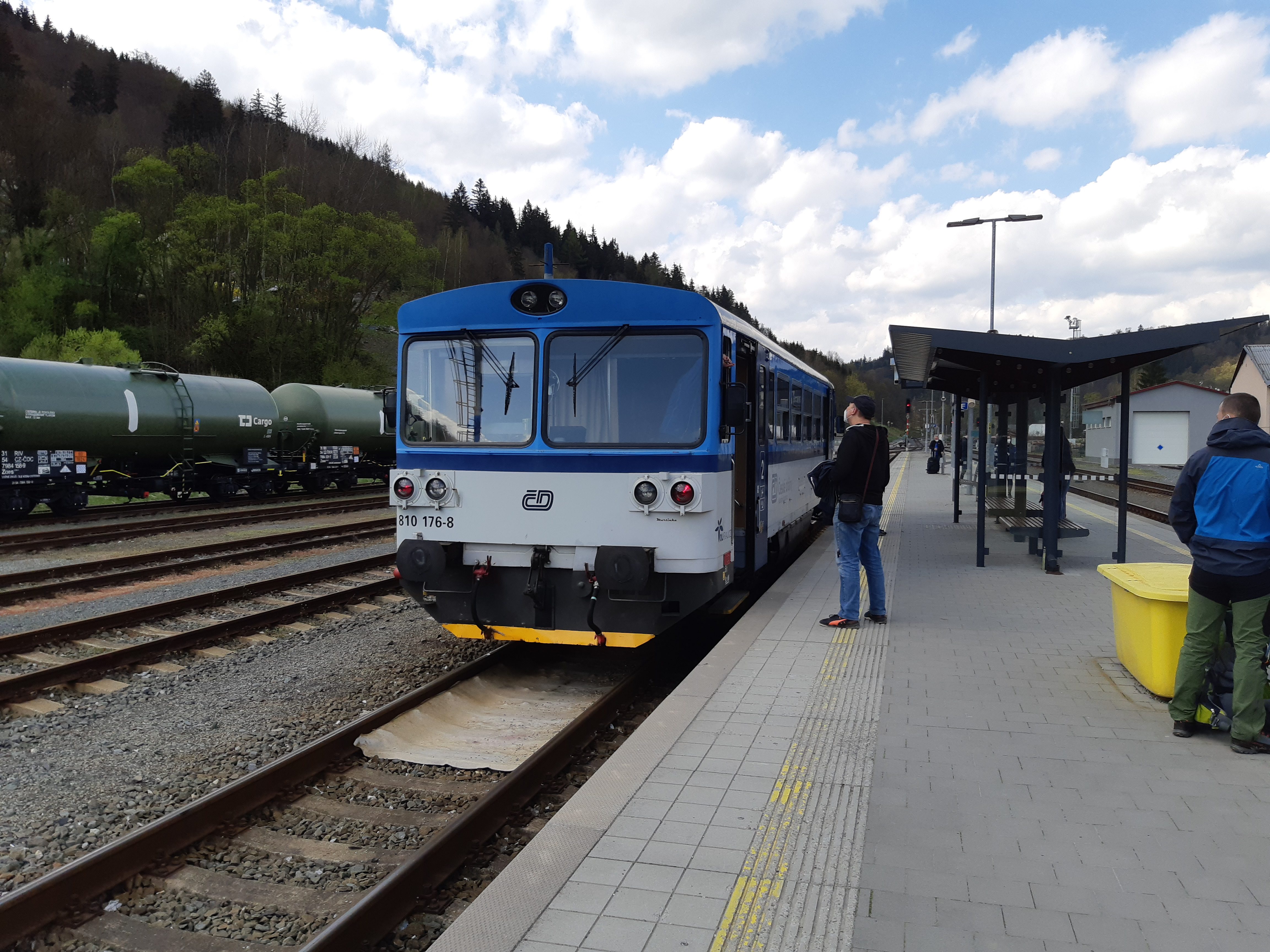
Motorový vůz řady 810 na lince M61 stojí u nástupiště 2 na koleji 4b
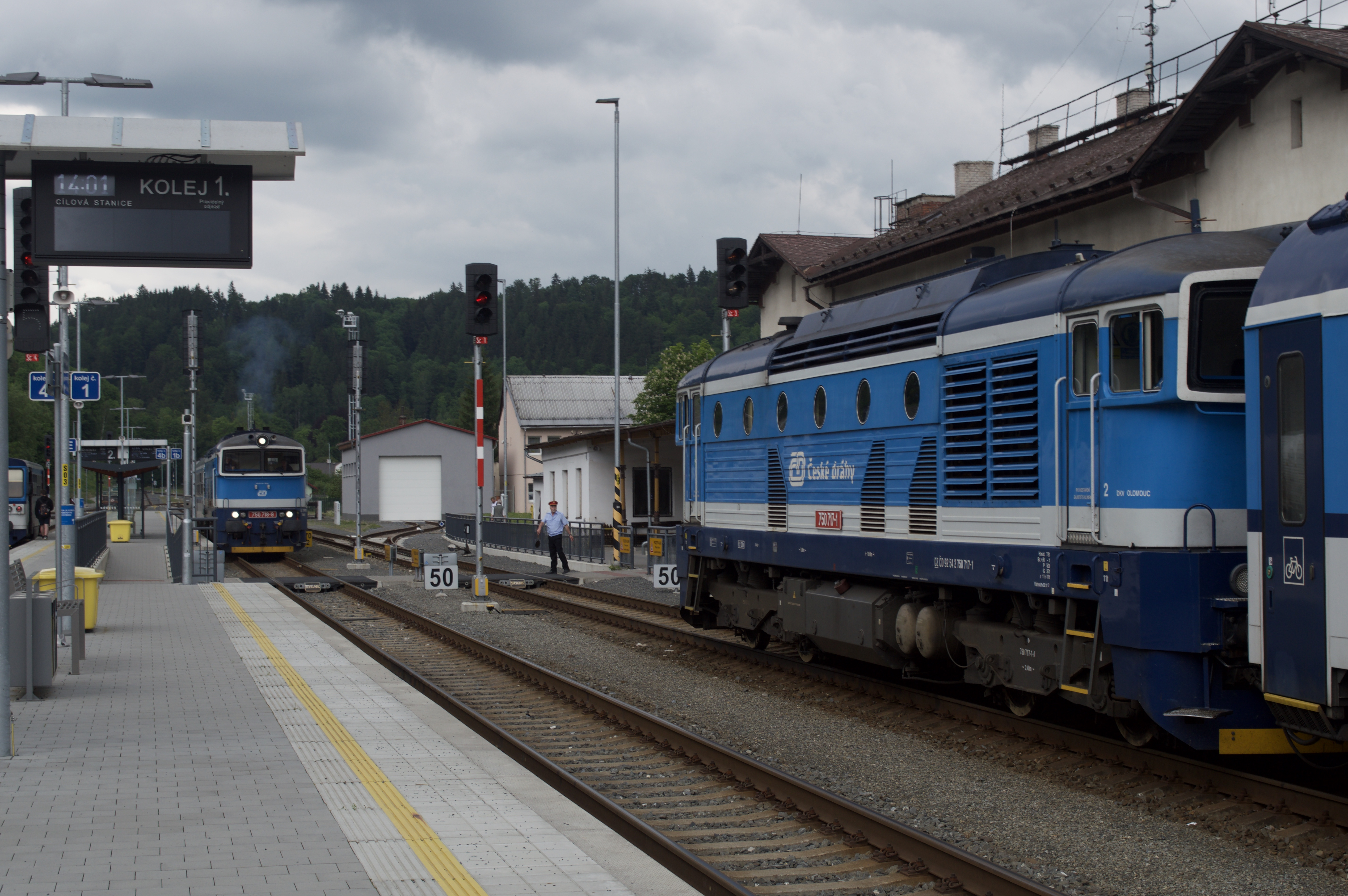
Křižování dálkových vlaků ve stanici Hanušovice
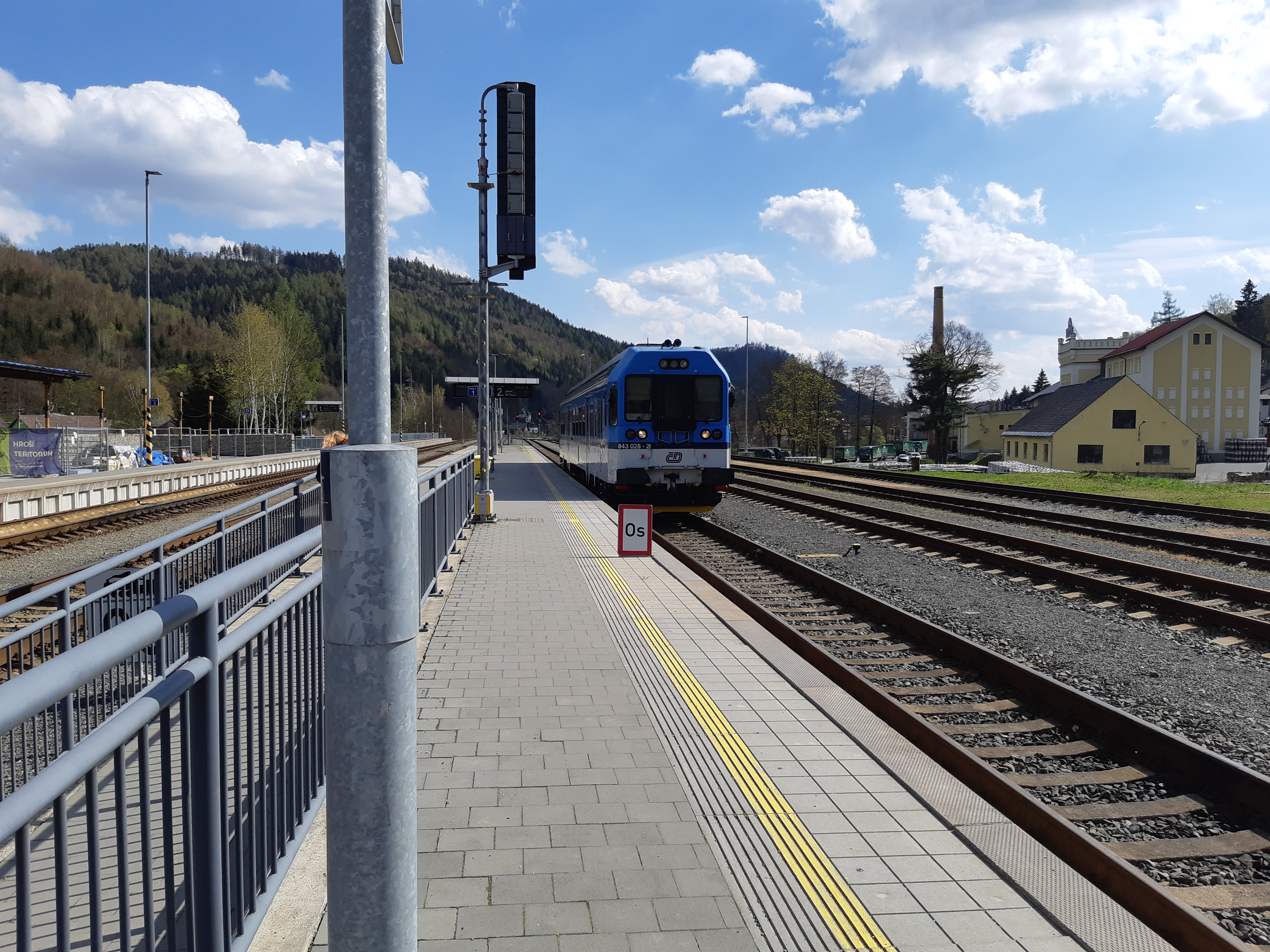
Druhé nástupiště
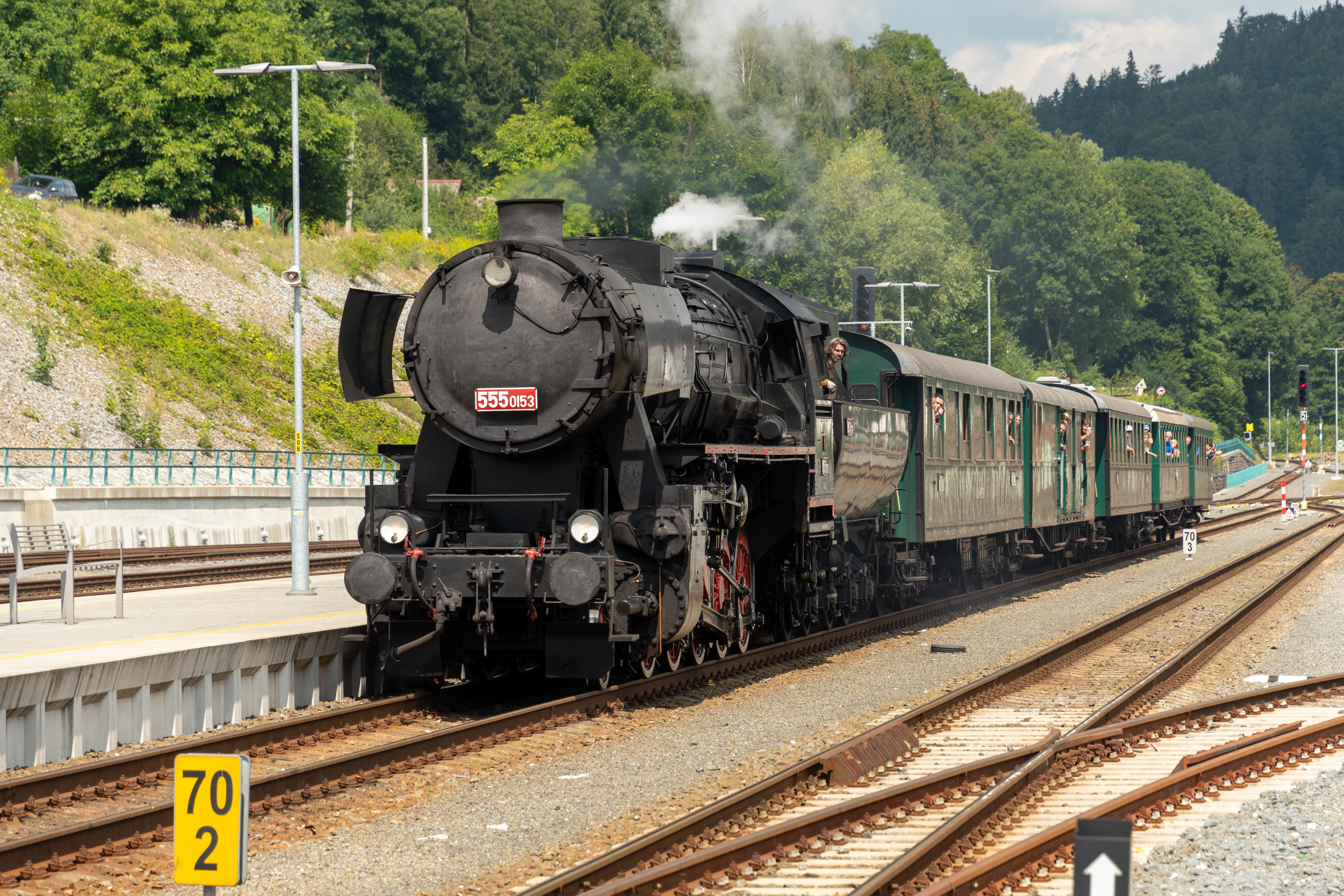
Parní vlak u druhého nástupiště